# Герасимович Борис Петрович
Борис Петрович Герасимович (нар. 19 (31) березня 1889, Кременчук — 30 листопада 1937, Ленінград) — український радянський астроном, один з перших і видатних астрофізиків-теоретиків і фахівців в зоряній астрономії. Розстріляний під час сталінських репресій.

## Життєпис
Народився у Кременчуці, нині Полтавська область, Україна.
У юності був членом бойової організації есерів, протягом двох років був ув'язнений. У 1914 закінчив Харківський університет і був залишений для підготовки до професури. У 1916 проходив стажування в Пулковській обсерваторії під керівництвом А. А. Бєлопольского і С. К. Костинського. У 1917–1922 — приват-доцент Харківського університету, в 1922–1931 — професор астрономії, в 1920—1931 — старший астроном обсерваторії Харківського університету. У 1926–1929 перебував в науковому відрядженні в США, в Гарвардській обсерваторії. З 1931 працював в Пулковській обсерваторії (спочатку завідував астрофізичним відділом, з 1933 — директор обсерваторії).
За звинуваченням в організації контрреволюційної групи пулковських астрономів («пулковська справа») арештований 28 червня 1937 і розстріляний 30 листопада 1937 року.
Реабілітований посмертно (1956).

### Наукова діяльність
Наукові роботи присвячені різним проблемам астрофізики. Одним з перших почав вивчати природу планетарних туманностей (1922—1931). Досліджував фізичні умови в них і різні їхні форми як фігури рівноваги газових мас, що перебувають під дією сил тяжіння центральної зорі і відштовхувальних сил світлового тиску; визначив світимості центральних зір і висловив підтверджене подальшими дослідженнями припущення про малість їхніх мас. Одним з перших вказав на необхідність обліку міжзоряного поглинання світла при вивченні структури Галактики, застосував оригінальний метод оцінки міжзоряного поглинання за допомогою цефеїд. У 1927 спільно з В.Лейтеном визначив відстань Сонця від галактичної площини. Розробляв теорію йонізації в зоряних атмосферах і в міжзоряному газі (поправки до формули Саха при відхиленнях від термодинамічної рівноваги); у 1929 спільно з Отто Струве розглянув фізичні умови в міжзоряному газі з погляду утворення ліній поглинання.
У 1928 спільно з Д.Мензелом виконав піонерську роботу, присвячену джерелам зоряної енергії, в якій процеси звільнення внутрізоряної енергії розглядалися з погляду статистичної механіки. Ця робота була відзначена премією ім. А. Крессі-Моррісона Нью-йоркської Академії наук. Першим серед астрономів серйозно розглянув астрономічні аспекти космічних променів.
Велике число робіт присвячене змінним зорям — дослідженню періодів і форм кривих блиску, спектральних особливостей, показників кольору і абсолютних величин довгоперіодичних і напівправильних змінних, цефеїд, зір типу ρ Лебедя. Отримав оцінки загального числа змінних зір кожного типу на основі теоретико-ймовірнісних міркувань.
Детально вивчив Ве-зорі, розглянув проблему закінчення речовини з них під дією тиску випромінювання (1934), а також пов'язані з цим питання стану речовини в оболонках зір, що розширюються.
Приділяв багато уваги вивченню Сонця. Брав участь в декількох експедиціях для спостереження повних сонячних затемнень. Був головою спеціальної комісії АН СРСР з підготовки до спостереження затемнення 19 червня 1936, коли вперше була розроблена єдина програма спостережень; у зоні затьмарення були встановлені 6 стандартних коронографів. Під час цього затемнення експедиції отримали цінні відомості про рухи в короні.
Широкою популярністю користувалася монографія Герасимовича «Фізика Сонця», видана в 1933 українською мовою і в 1935 російською.
Член низки наукових товариств (Німецького, Французького і Американського астрономічних товариств, Королівського астрономічного товариств в Лондоні, Американської асоціації спостерігачів змінних зір, Американського географічного товариств).

## Пам'ять
Ім'ям Герасимовича названі місячний кратер і мала планета 2126 Герасимович, відкрита Т. М. Смирновою 30 серпня 1970 року в Кримській астрофізичній обсерваторії.
Також у Кременчуці існує Вулиця Академіка Герасимовича.

## Роботи
- Еволюція світів в світлі сучасної науки. «Червоний шлях» №1.  — Харків, 1923.
- Революція Коперника. «Червоний шлях» №2.  — Харків, 1923.